# Nectandra cerifolia
Nectandra cerifolia är en lagerväxtart som beskrevs av J.G. Rohwer. Nectandra cerifolia ingår i släktet Nectandra och familjen lagerväxter. Inga underarter finns listade i Catalogue of Life.